# Teatro Marigny
El Teatro Marigny (en francés: Théâtre Marigny) está ubicado en la plaza Marigny, en la esquina de la avenida de los Campos-Élysées y la avenida de Marigny, en el VIII distrito de París.

## Historia

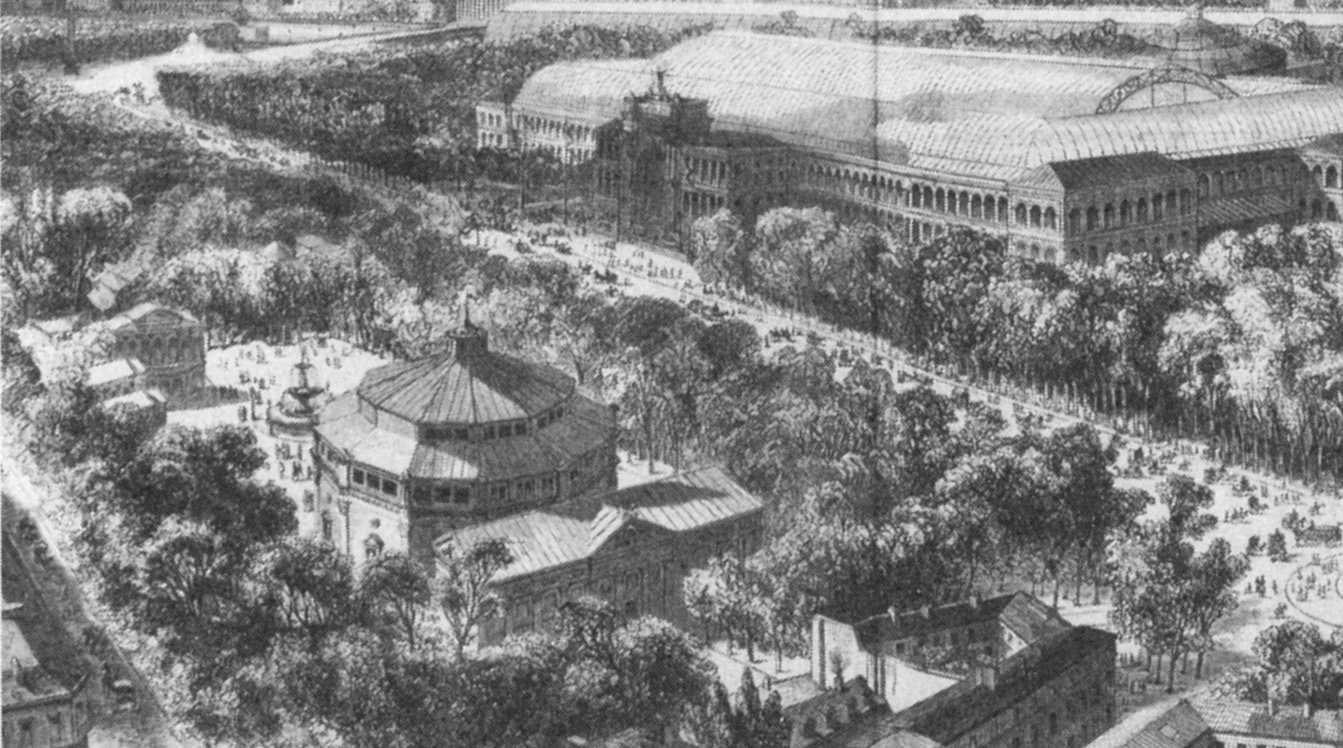
La plaza Marigny en 1855 (con el circo de la Emperatriz, el palacio de la Industria y la sala Lacaze).

En 1835, un físico-prestidigitador ofreció sus atracciones en la plaza Marigny. Luego de la revolución de 1848, un pequeño teatro, el Château d'enfer (Castillo del Infierno) dirigido por Lacaze y gestionado por Hypolite Rivail, presentaba espectáculos de «física divertida, fantasmagoría y curiosidad».
Esta modesta atracción estaba por cerrar sus puertas, por lo que Jacques Offenbach, juzgando que el lugar era ideal con vistas a la Exposición Universal de París de 1855, obtuvo el derecho de uso, realizó algunas obras e inauguró el 5 de julio de 1855 el Teatro Bouffes-Parisiens, que pronto pasó a llamarse Bouffes d'été, ya que la compañía de Offenbach se refugiaba durante el invierno en el Bouffes d'hiver, en la calle Monsigny (este teatro ha conservado el nombre de Théâtre des Bouffes-Parisiens hasta hoy).
En 1859, al expirar el contrato de Offenbach, el teatro se convirtió en el Teatro Deburau, llamado así por su director Charles Deburau, hijo del famoso mimo Jean-Gaspard Deburau. Después de él, fue dirigido por Céleste Mogador antes de convertirse en el Folies-Marigny en 1865, bajo la dirección de la casa Montrouge.
El teatro fue demolido en 1881 para dar paso en 1883 a un panorama construido por Charles Garnier, arquitecto de la Ópera de París. En 1885, se podían admirar allí los dioramas París a través de los tiempos en ocho cuadros de Theodor Josef Hubert Hoffbauer (1839-1922) y Jerusalén de Olivier Pichat.
El Panorama fue transformado en un teatro en rotonda en 1894 por el arquitecto Édouard Niermans. Dirigido por Abel Deval a partir de 1910, el teatro continuó la gestión de producciones de éxito. El teatro fue ampliado y modernizado en 1925 por su nuevo director, Léon Volterra, que ya estaba al frente del Teatro de París y del Edén.
En 1946, cedió la dirección del teatro a su esposa, Simone Volterra, que convocó a antiguos miembros de la Comédie-Française para formar una compañía "interna" en torno a Jean-Louis Barrault: había nacido la compañía Renaud-Barrault. En 1954, Jean-Louis Barrault creó una segunda sala pequeña en el teatro, la Petit-Marigny.
Propiedad de la ciudad de París, el teatro, que entonces estaba en muy mal estado, se cerró en 1962. En julio de 1966, se presentaron diecinueve candidaturas para hacerse cargo de la recuperación y de la dirección, entre las cuales estaban: Antoine Bourseiller, Léon Ledoux, Véra Korène, Charles Aznavour, Paquita Claude, Yves Dautun, Paul Maquaire, Jean Rouvet, Loulou Gasté, Robert Baze y Jacques Doué.
Finalmente, desde 1966 hasta 1978, el teatro fue dirigido por la actriz Elvira Popescu, asistida por Hubert de Malet y Robert Manuel. Jean Bodson les sucedió y emprendió importantes obras de renovación, así como la transformación total de la segunda sala en un pequeño teatro de 311 localidades, la Salle Gabriel, rebautizada como Sala Popesco unos años más tarde. A su muerte, en 1980, le sustituyó Christiane Porquerel, asistida por Jean-Jacques Bricaire.
La concesión del teatro (los muros pertenecen a la Ciudad de París) fue concedida en 2000 al holding Artémis de François Pinault, que otorgó la dirección a Robert Hossein, después a Pierre Lescure a partir de 2008. La asistencia de las dos salas en 2007 era de 170 000 espectadores.
En 2010, el teatro Marigny fue uno de los cincuenta teatros privados de París que se adhirieron a la Association pour le soutien du théâtre privé (ASTP - Asociación para el apoyo del teatro privado) y al Syndicat national des directeurs et tourneurs du théâtre privé (SNDTP-Sindicato nacional de los directores y organizadores de giras). Bajo el lema "Teatros parisinos asociados", deseaban reforzar su acción sobre el modelo histórico del teatro privado.
Cerrado desde julio de 2013 por problemas estructurales, el edificio fue renovado (en particular, reforzando la cúpula), realizado conjuntamente por los grupos Pinault y Vinci, al final del cual la empresa Fimalac sustituyó al grupo Vinci como operador. La dirección artística de la sala fue confiada a Jean-Luc Choplin, antiguo director del Teatro del Châtelet, que centró su programación en el teatro musical. La reapertura tuvo lugar en noviembre de 2018 con la adaptación escénica de la película musical de Jacques Demy y Michel Legrand, Piel de asno.

### Acontecimientos

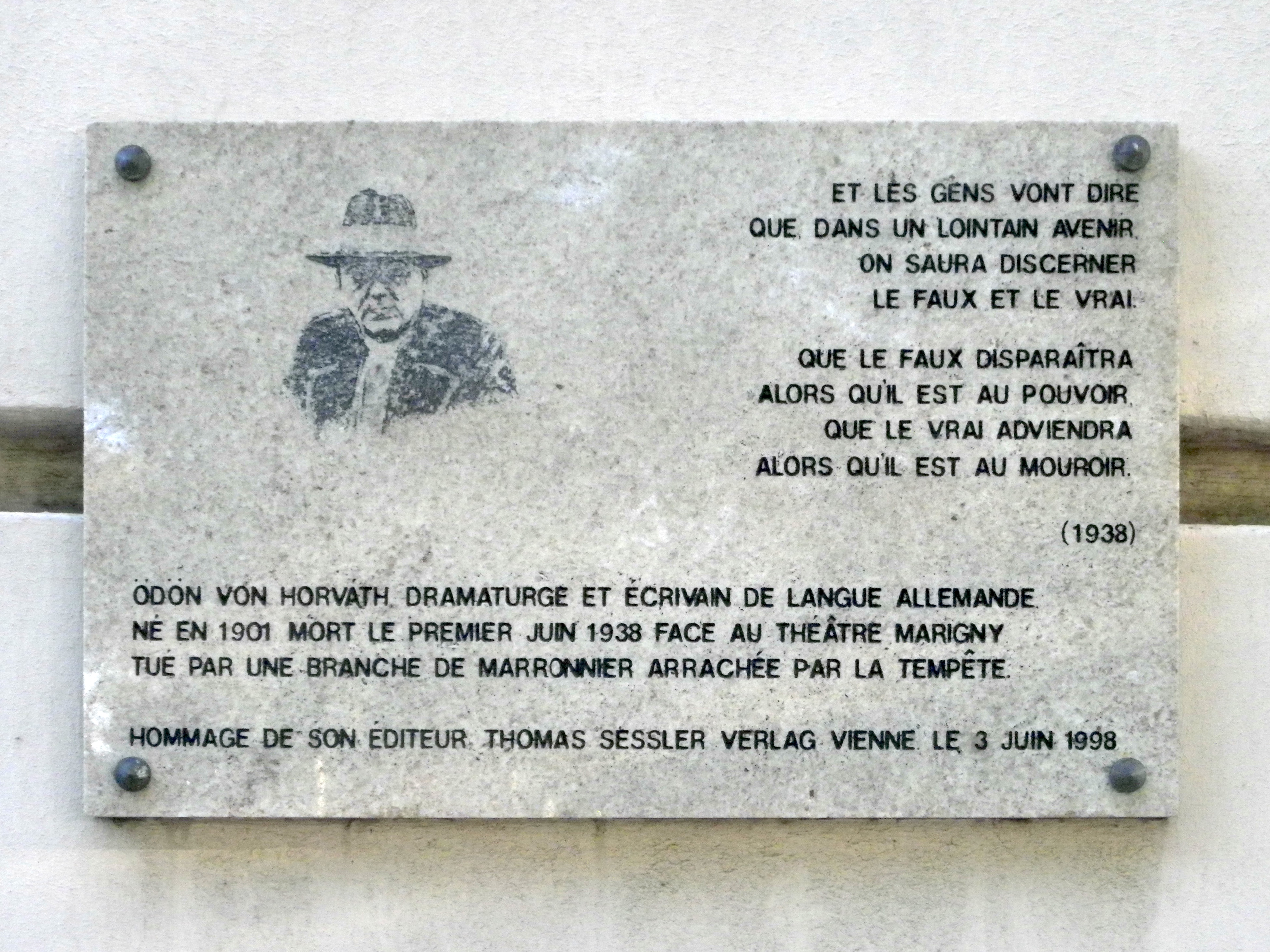
Placa conmemorativa fijada en homenaje a Ödön von Horváth por su editor Thomas Sessler Verlag sobre la fachada del teatro Marigny.

El 1 de junio de 1938, Ödön von Horváth, un dramaturgo y escritor alemán, murió frente al teatro, por una rama de un castaño arrancada por una tormenta. En 1998, su editor colocó una placa conmemorativa en el lado izquierdo de la fachada.
El 4 de octubre de 1955, el Citroën DS fue presentado en preestreno a los 350 concesionarios Citroën, que se mostraron muy entusiasmados con este coche, que rompía con los cánones estéticos de la industria.
El teatro Marigny acogíó, desde 1966 hasta 1988, la emisión de televisión Al teatro esta tarde, así como varias ceremonias de los premios Molière.

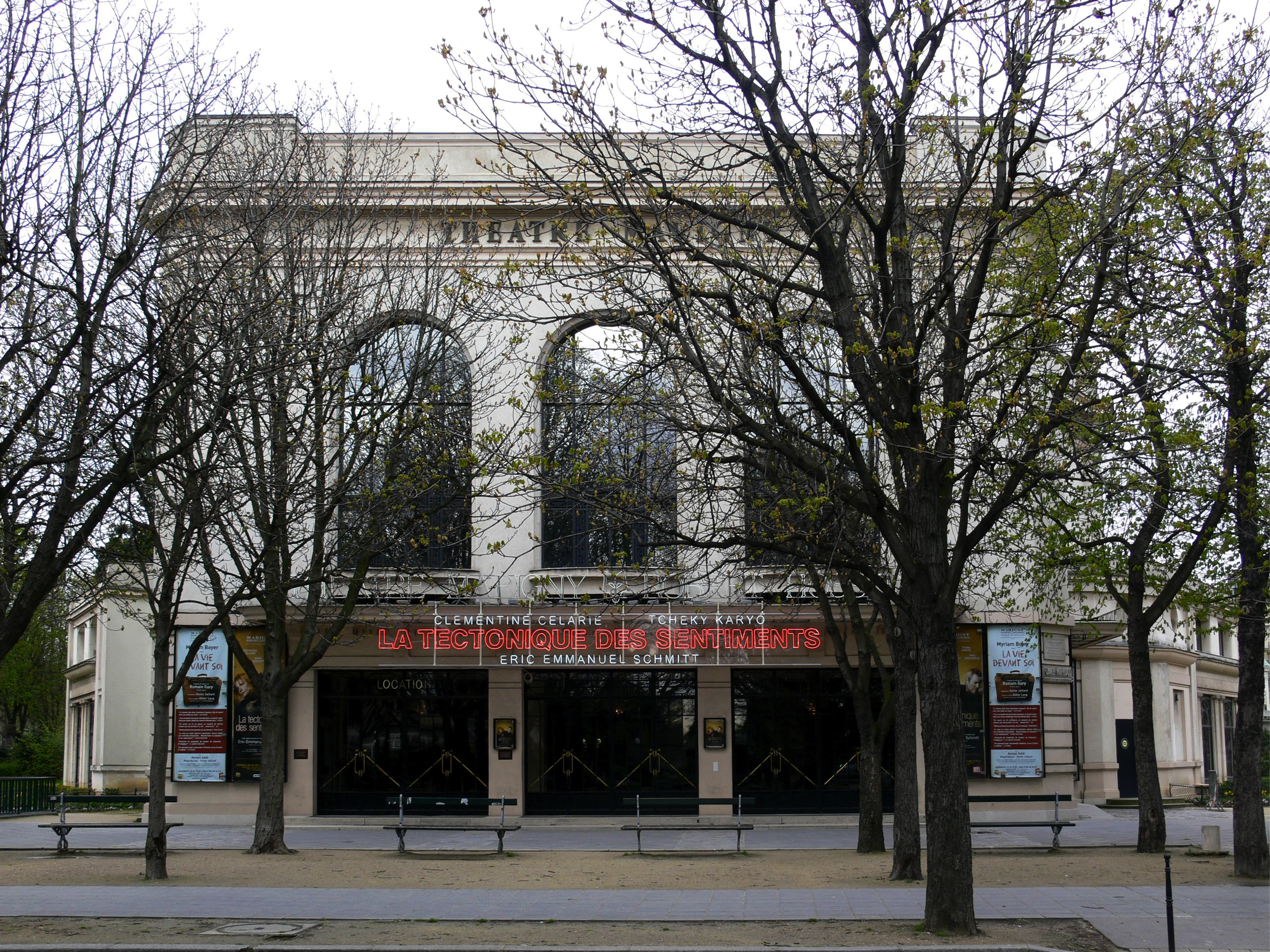
La entrada del teatro sobre la avenida de Marigny.